# Kieran Phelan
Kieran Phelan (County Laois, 19 november 1949 - Dublin, 26 mei 2010) was een Iers politicus van de Fianna Fáil. Hij maakte in de Seanad Éireann deel uit van het panel "Industrie en commercie".
In 1997 stond hij voor het eerst op de kieslijst voor de senaat op het panel "Agricultuur en visserij". Hij moest echter tot 2002 wachten voor hij werd verkozen.
Phelan overleed op 60-jarige leeftijd in Dublin.